# Лог-Драгомер (община)
Община Лог-Драгомер (словен. Občina Log - Dragomer) — одна з общин в центральній Словенії. Адміністративним центром є місто Лог-при-Брезовиці. Є однією з наймолодших і найменших общин. Природно-географічною характеристикою є болотиста рівнина.

## Населення
У 2011 році в общині проживало 3628 осіб, 1829 чоловіків і 1799 жінок. Чисельність економічно активного населення (за місцем проживання), 1435 осіб. Середня щомісячна чиста заробітна плата одного працівника (EUR), 779,16 (в середньому по Словенії 987.39). Приблизно кожен другий житель у громаді має автомобіль (53 автомобілі на 100 жителів). Середній вік жителів склав 41,1 роки (в середньому по Словенії 41.8). 